# Ballan
Ballan – miasto w Australii, w stanie Wiktoria.